# Кирикмаський резерват
Кирикма́ський резерва́т — комплексна пам'ятка природи регіонального (республіканського) значення на території Кіясовського району Удмуртії, Росія.
Розташована у південно-східній частині району, на обох берегах річки Кирикмас, в місці впадіння лівої притоки Сальїнки. Займає квартали Кіясовського лісництва Сарапульського лісгоспу. Площа 404,3 га, з яких до державного лісового фонду відносяться 297,8 га.
Займає частину широкого плаского заболоченого днища долини середньої течії Кирикмасу. Складається з 2 кластерів:
- північний — простягається уздовж правого берега Кирикмасу, охоплює невеликий лісовий масив, вглиб долини на північ;
- південний — знаходиться у лівобережній пригирловій ділянці заплави річки Сальїнка.

Пам'ятка природи унікальна тим, що на її території зареєстровано 74 види птахів. Відмічені випадки знаходження скопи, підорлика великого, беркута та надзвичайно рідкісної на території Удмуртії неяситі сірої. Тут в період сезонних міграцій зупиняються на відпочинок великі ключі журавля сірого, декілька пар регулярно гніздяться.